# Trentepohlia (Paramongoma) flavella
Trentepohlia (Paramongoma) flavella is een tweevleugelige uit de familie steltmuggen (Limoniidae). De soort komt voor in het Neotropisch gebied.